# FSV Bergshausen
Der FSV Bergshausen (offiziell: Freie Sportvereinigung Bergshausen 1899 e.V.) ist ein Sportverein aus Bergshausen, einem Ortsteil der Gemeinde Fuldabrück im nordhessischen Landkreis Kassel. Die erste Fußballmannschaft spielte vier Jahre in der damals drittklassigen Hessenliga.

## Geschichte
Der Verein wurde am 6. August 1899 als Arbeiterturnverein Bergshausen gegründet, die sich im Jahre 1919 in Turn- und Sportgemeinde Bergshausen umbenannte. Gleichzeitig wurde eine Fußballabteilung gegründet. Da der Verein im Arbeitersport involviert war, wurde die TSG im Jahre 1933 verboten und aufgelöst. Am 13. Oktober 1945 kam es zur Neugründung unter dem heutigen Namen.
In den 1970er Jahren erlebte der jahrzehntelang nur auf Kreisebene spielende FSV einen sportlichen Aufschwung, der eng mit Fuldabrücks damaligen Bürgermeister Heinz Bialecki verbunden ist. Bialecki sorgte für die Ansiedlung von Industrie- und Gewerbeunternehmen in Bergshausen, die sich dann als Sponsoren beim Verein engagierten. Auf diese Weise verstärkt gelang dem 1970 noch in der Kreisliga B spielenden Verein 1977 der Aufstieg in die Landesliga Hessen-Nord. Dort wurde der FSV auf Anhieb Meister und stieg in die drittklassige Oberliga Hessen auf.
In der Oberliga setzte sich der Höhenflug fort und die Bergshausener beendeten die Saison 1978/79 und 1979/80 jeweils als Vierter. Höhepunkt war ein 3:1-Sieg gegen den KSV Hessen Kassel. Danach wurde die Finanzpolitik des Vereins durch die Steuerfahndung überprüft und viele Leistungsträger verließen den Sportplatz Vor der Söhre. 1982 stieg die Mannschaft aus der Oberliga ab. Gegen die Amateure von Eintracht Frankfurt verlor die Mannschaft auf eigenem Platz mit 2:9.
Zurück in der Landesliga wurde der FSV nach unten durchgereicht, schaffte 1984 aber den erneuten Aufstieg in die Landesliga. Dort wurde die Mannschaft zwar Dritter, aus finanziellen Gründung zog der Verein die Mannschaft in die Kreisliga A zurück. Im Jahre 2000 trat die Fußballabteilung für einige Jahre der SG Fuldabrück bei. Inzwischen wieder eigenständig stieg der FSV im Jahre 2009 aus der Gruppenliga Kassel und drei Jahre später aus der Kreisoberliga Kassel ab. 

## Persönlichkeiten
| - Jürgen Ey | - Gerhard Grau | - Bernd Lichte | - Cédric Mimbala | - Uwe Pallaks |